# Олена Весоловська
Олена Весоловська (уроджена Залізняк; 9 травня 1917, Відень, Австро-Угорщина — 22 травня 2003, Монреаль, Канада) — українська громадська діячка. 
Дружина композитора Богдана Весоловського.

## Життєпис
Олена «Оленка» Залізняк народилася 9 травня 1917 року у Відні, у сім'ї українського політичного та громадського діяча Миколи Залізняка та української громадської діячки Олени Залізняк-Охримович. У метриці, яку видало Посольство Української Народної Республіки, вказано, що Олена Залізняк є громадянкою України.
Дитинство провела спочатку в Гельсінкі, де батько був послом Української Народної Республіки, а згодом у передмісті Відня, де мешкали її батьки. В Австрії закінчила чотири класи початкової школи.
У 1927 році сім'я Залізняків переїхала до Львова, і Олена навчалася в приватній «Євангельській школі» з німецькою мовою навчання. Під час навчання була членкинею Пласту. Сьомий та восьмий клас середньої школи вже закінчила у Відні, куди у 1930 році знову переїхала сім'я, оскільки польський уряд не продовжив батькові візи для проживання у Львові. У 1935 році Олена Залізняк вступила до Вищої школи закордонної торгівлі у Львові (нині — Львівський торговельно-економічний університет), яку закінчила в 1939 році.
За кілька днів до початку Другої світової війни переїхала разом з матір'ю та братом Юліаном (1918—2004) у Відень, де зайняла роботу у статистичному відділі державного управління.
27 лютого 1941 року у Відні одружилася з Богданом Весоловським. 12 липня 1941 року народила сина Остапа, а 13 жовтня 1944 року сина Юрія.
У 1949 році за допомогою української громади Канади сім'я Весоловських переселилася до цієї країни. На еміграції у Канаді Олена Весоловська брала участь у діяльності Організації українок Канади (ОУК), та була членкинею СФУЖО. Разом з чоловіком Богданом писала вірші: «Лети, тужлива пісне» (стане гімном українських емігрантів), «Чи справді» тощо.
У 1991 році Олена Весоловська виконала заповіт чоловіка, і урну з прахом Богдана Весоловського поховали у Стрию в родинному гробівці.
Олена Весоловська долучилася у 2001 році до видання першої збірки пісень чоловіка, до якої увійшло 56 творів.
Померла Олена Весоловська 22 травня 2003 року в Монреалі, Квебек, Канада.

## Доробок
- Олена Залізняк. Микола Залізняк — повірений УНР у Фінляндії. Монографія. Торонто, 1987
- Олена Залізняк. Серед фінського жіноцтва. Монографія. Торонто, 1987.